# Dimitr Berbàtov
Dimitr Ivanov Berbàtov (Blagòevgrad, Bulgària, 30 de gener del 1981), és un exfutbolista professional búlgar. Jugà principalment al Bayer Leverkusen, a l'AS Monaco, el Manchester United FC i per la selecció búlgara com a davanter.

## Trajectòria

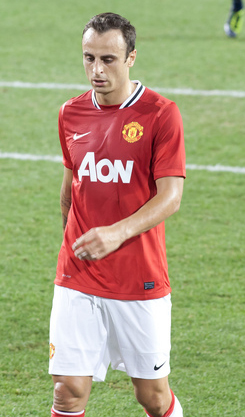
Dimitr Berbàtov

El seu primer equip va ser el poderós CSKA Sofia, en el qual va jugar 50 partits i va marcar 25 gols dins la lliga domèstica. Així es va forjar un nom en el futbol del seu país abans de ser traspassat al Bayer Leverkusen alemany. Al costat de Michael Ballack, Oliver Neuville i altres figures, va arribar a la final de la Lliga de Campions de la UEFA de 2002. Al seu torn, va ser subcampió de la Lliga alemanya i de la Copa d'Alemanya.
Degut les seves bones actuacions al país germà, Berbàtov va fitxar pel Tottenham Hotspur FC el maig del 2006, sent el jugador búlgar més cotitzat del mercat europeu, superant als seus compatriotes Valeri Bojinov i Martin Petrov. La xifra del seu traspàs es va estimar en 16 milions d'euros. En l'equip londinenc va tenir bones actuacions, tant en el futbol local com en competicions europees. El seu ídol sempre va ser Alan Shearer i a més va reconèixer aprendre molt del seu pare, que també va ser futbolista.
Amb la Selecció de Bulgària ha estat internacional en gairebé setanta ocasions, marcant més de 40 gols. Va participar en l'Eurocopa de 2004, en un paper molt discret del combinat oriental.
L'1 de setembre de 2008, abans del tancament del període de fitxatges, el Tottenham i el Manchester United FC van arribar a un acord pel seu traspàs per una xifra propera als 38 milions d'euros.